# Гремлины (книга)
Гремлины (англ. The Gremlins) — детская книга английского писателя Роальда Даля, опубликованная в 1943 году.

## Сюжет
История рассказывает о маленьких загадочных существах, которых называют гремлинами — пилоты Королевских военно-воздушных сил часто винили существ за неполадки в двигателях самолётов. Гремлины начинают мстить англичанам за то, что те уничтожили их дом для строительства фабрики по конструированию самолётов. Главный герой книги, Гас, сталкивается с Гремлинами пролетая на Hawker Hurricane над Ла-Маншем: коварные малыши пытаются разрушить его самолёт, но Гас убеждает Гремлинов объединить усилия перед лицом общей угрозы — Гитлера и вражеских нацистских войск.
В конце концов Гремлины проходят специальную подготовку в рядах английской армии и помогают восстановить самолёт Гаса.

## История создания
Книга стала первым произведением, написанным Далем для детей. Он написал её для компании Walt Disney Productions в рамках промокампании мультипликационного фильма, который так и не был снят.
При участии Даля было придумано несколько персонажей и даже создана продукция, но вскоре работа над мультфильмом была остановлена, так как студия не могла получить полноправную возможность использования персонажей гремлинов. Кроме того, гремлины появлялись в творчестве Даля во время его работы в Вашингтоне в период войны, и британское министерство ВВС, привлечённое к производству фильма, не дало своего одобрения сценария.

## Дальнейшее использование
Впервые на экранах гремлины появляются в мультфильмах студии Warner Bros. — «Русская рапсодия» и «Падающий кролик» с Багзом Банни в главной роли. Тогда гремлины играли достаточно важную роль в антигитлеровской пропаганде. А Фифинелла стала символом Женской службы пилотов Военно-воздушных сил США. Также они появляются в компьютерных играх Epic Mickey и Epic Mickey 2: The Power of Two.